# Dongyang
Dongyang (en chino, 东阳; pinyin, Dōngyáng; literalmente, ‘el sol de oriente’) es un municipio  bajo la administración directa de la ciudad-prefectura de Jinhua en la provincia de Zhejiang, República Popular China.  Su área es de 1746 km² y su población total para 2010 superó los 800 mil habitantes. 

## Administración
Desde julio de 2020, el  Municipio Dongyang se divide en  pueblos que se administran en 6 subdistritos, 11  poblados y 1 villa.

## Historia
La localidad donde hoy queda Dongyang pertenecía, en la época del período de las primaveras y otoños, al Reino de Yue, pero en el período de los reinos combatientes fue conquistado por el Estado Chu. Durante la dinastía Qin, perteneció a las comandarías de Zhuji y Wushang, en el distrito de Kuaiji. El local recibió autonomía en reforma administrativa el año de 195 d. C., haciéndose el condado de Wuning (en chino: 吴宁, romanizado: Wúníng ; Wúníng, lit. 'Wu pacífica'), dentro del distrito de Huiji. El nombre actual aparece en 266 d. C., significando "sol del leíste", por el condado corresponder a la posición del sol entre las montañas de Jinhua, que por su parte quedaban al leíste de cursos d'agua. Dongyang llegó a ser fundido administrativamente en Jinhua y otras entidades al largo de su historia, pero se hizo una ciudad administrativa en 25 de mayo de 1988.